# Паридубы
Паридубы (укр. Паридуби) — село в Смидинской сельской общине Ковельского района Волынской области Украины.
До 2020 года входило в Старовыжевский район.
Код КОАТУУ — 0725085003. Население по переписи 2001 года составляет 386 человек. Почтовый индекс — 44454. Телефонный код — 3346. Занимает площадь 1,611 км².